# 吳天壽
吳天壽（1510年—？），字仁甫，順天府宛平縣匠籍，直隸松江府上海縣人，明朝政治人物。

## 生平
嘉靖十三年（1534年）甲午科順天府鄉試第十七名舉人。嘉靖二十年（1541年）中式辛丑科會試第九十六名，登第二甲第七十五名進士。歷官山東按察司濟南道佥事、福建布政使司參議，三十五年因倭寇流突古田，杀备倭指挥使刘炌等人，奪俸三月。三十七年官河南按察司信陽兵备副使。

## 家族
曾祖吳輔；祖父吳玉；父吳鳳，母李氏。慈侍下。兄天福（铸印局副使）、天禄。